# 尾関知人
尾関 知人（おぜき ともひと、1971年12月17日 - ）は、日本中央競馬会（美浦トレーニングセンター）所属の調教師。日本調教師会副会長・関東本部長。
日本調教師会サイトでは「尾關 知人」と表記されている。

## 経歴
1971年12月17日、千葉県八千代市出身。
岩手大学農学部獣医学科卒業。1999年4月にJRA競馬学校厩務員課程に入学。同年10月に藤沢和雄厩舎に調教厩務員として所属し、1か月後の同年11月から2002年5月まで藤原辰雄厩舎に調教厩務員として所属。その後、調教助手として和田正道厩舎（2000年 - 2002年）、大久保洋吉厩舎（2002年-2008年）に所属した。
2008年に調教師試験に合格し、免許を取得。翌年の2009年3月1日付で美浦トレーニングセンターに厩舎を開業。
初出走は2009年3月1日の第2回中山競馬第2日目第3競走（サラ3歳未勝利戦）（ノボパガーレ/14着）。開業初勝利は2009年4月11日の第3回中山競馬第5日目第5競走（サラ3歳未勝利戦）でのノボパガーレであった。
開業3年目の2011年9月4日、第31回新潟2歳ステークスをモンストールで制覇したのが初重賞勝利。2012年度は35勝を挙げて優秀調教師賞を受けた。

## 調教師成績
|            | 日付          | 競馬場・開催  | 競走名                   | 馬名             | 頭数 | 人気 | 着順 |
| ---------- | ------------- | ------------- | ------------------------ | ---------------- | ---- | ---- | ---- |
| 初出走     | 2009年3月1日  | 2回中山2日3R  | 3歳未勝利                | ノボパガーレ     | 16頭 | 3    | 14着 |
| 初勝利     | 2009年4月11日 | 3回中山5日5R  | 3歳未勝利                | ノボパガーレ     | 15頭 | 1    | 1着  |
| 重賞初出走 | 2009年6月13日 | 3回東京7日9R  | 東京ジャンプステークス   | ノボライトニング | 14頭 | 12   | 12着 |
| 重賞初勝利 | 2011年9月4日  | 4回新潟8日11R | 新潟2歳ステークス        | モンストール     | 18頭 | 4    | 1着  |
| GI初出走   | 2012年3月25日 | 1回中京8日11R | 高松宮記念               | サクラゴスペル   | 18頭 | 10   | 9着  |
| GI初勝利   | 2016年10月2日 | 4回中山8日11R | スプリンターズステークス | レッドファルクス | 16頭 | 3    | 1着  |

## 主な管理馬

### GI級競走優勝馬
- レッドファルクス（2016年CBC賞[5]、スプリンターズステークス[6]、2017年京王杯スプリングカップ、スプリンターズステークス）
- グローリーヴェイズ （2019年日経新春杯、2019年・2021年香港ヴァーズ、2020年京都大賞典）
- ドゥレッツァ（2023年菊花賞）

### グレード制重賞優勝馬
- モンストール（2011年新潟2歳ステークス）
- サクラゴスペル（2013年・2015年オーシャンステークス、2015年京王杯スプリングカップ）
- サクラプレジール（2013年フラワーカップ）
- ココロノアイ（2014年アルテミスステークス 2015年チューリップ賞）
- スルーセブンシーズ（2023年中山牝馬ステークス）

出典:

## 主な厩舎スタッフ
- 西塚信人（調教助手 2008年-。父の西塚安夫の死去による厩舎解散により移籍。祖父は西塚十勝）